# 교향곡 1번 (시벨리우스)
시벨리우스의 교향곡 제1번 마단조 Op.39는 1898년에 작곡된 교향곡이다.

## 연주시간
- 약 40분

## 악기편성
플루트3 (3번은 피콜로 겸함), 오보에3, 클라리넷3, 바순3, 호른4, 트럼펫3, 트롬본3, 튜바, 팀파니, 큰북, 심벌즈, 트라이앵글, 하프, 현5부

## 템포
1. Andante. ma non troppo - Allegro energico
2. Andante. Ma non troppo lento
3. Scherzo. Allegro
4. Finale. Andante